# Leiocephalus personatus
Leiocephalus personatus (гаїтянська ігуана-крутихвіст) — вид ігуаноподібних ящірок родини Leiocephalidae. Мешкає в Гаїті і Домініканській Республіці.

## Підвиди
Виділяють дванадцять підвидів:
- Leiocephalus personatus personatus Cope, 1863 — північна частина півострова Тібурон;
- Leiocephalus personatus actites Schwartz, 1967 — північне узбережжя Домініканської Республіки;
- Leiocephalus personatus agraulus Schwartz, 1967 — гори Кордильєра-Сентраль в Домініканській Республіці;
- Leiocephalus personatus budeni Schwartz, 1967 — північно-центральна частина гір Кордильєра-Сентраль в Домініканській Республіці;
- Leiocephalus personatus elattoprosopon Gali, Schwartz & Suarez, 1988 — північна частина півострова Тібурон;
- Leiocephalus personatus mentalis Cochran, 1932 — крайній північний схід Домініканської Республіки;
- Leiocephalus personatus poikilometes Schwartz, 1969 — північні схили гір Сьєрра-де-Неїба[de] і долина Вальє-де-Сан-Хуан[de] у Домініканській Республіці;
- Leiocephalus personatus pyrrholaemus Schwartz, 1971 — півострів Самана[en];
- Leiocephalus personatus scalaris Cochran, 1932 — північне узбережжя острова Гаїті і сусідні острівці, зокрема Ісла-Кабрас;
- Leiocephalus personatus socoensis Gali & Schwartz, 1982 — південно-східне узбережжя Домініканської Республіки;
- Leiocephalus personatus tarachodes Schwartz, 1967 — північно-східне узбережжя Домініканської Республіки;
- Leiocephalus personatus trujilloensis Mertens, 1939 — Домініканська Республіка.

## Поширення і екологія
Гаїтянські ігуани-крутихвости поширені на острові Гаїті та на деяких сусідніх островах. Вони живуть в різноманітних мезофільних природних середовищах, зокрема в широколистяних і соснових лісах, прибережних чагарниках, кокколобових заростях, на плантаціях кави, сизалю та ананасів, в садах і на пасовизах, трапляються поблизу людських поселень. Зустрічаються на висоті до 625 м над рівнем моря. Живляться членистоногими і рослинністю. Відкладають яйця.